# Министерство наивысшего счастья
«Министерство наивысшего счастья» (англ. The Ministry of Utmost Happiness) — второй роман индийской писательницы Арундати Рой, опубликованный в 2017 году, спустя двадцать лет после её дебютного романа, «Бог мелочей». Роман переведен на 50 языков, включая урду и хинди.

## Сюжет
Роман сплетает истории людей, переживающих одни из самых мрачных и жестоких эпизодов современной индийской истории: от земельной реформы, в которой пострадали бедные фермеры, до поджога поезда в городе Годхра в 2002 году и восстание в Джамму и Кашмире. Персонажи Рой представляют разнообразие индийского общества и включают в себя интерсекс-женщину (хиджру), архитектора и ее арендодателя, который является начальником в разведывательной службе. Повествование охватывает десятилетия и различные места, но в основном происходит в Дели и Кашмире.

## Награды
- 2017: Шорт-лист премии The Hindu Literary Prize[6]
- 2017: Лонг-лист Букеровской премии[7]
- 2018: Финалист премии Национального круга книжных критиков[8]